# Территориальная прелатура Исабелы
Территориальная прелатура Исабелы (лат. Praelatura Territorialis Isabellopolitana) — территориальная прелатура Римско-Католической церкви с центром в городе Исабела, Филиппины. Территориальная прелатура Исабелы входит в митрополию Замбоанги. В юрисдикцию апостольского викариата Сан-Хосе в Миндоро входит провинция Басилан. Кафедральным собором территориальной прелатуры Исабелы является церковь святой Елизаветы Португальской.

## История
12 октября 1963 года Римский папа Павел VI выпустил буллу Providens Dei, которой учредил территориальную прелатуру Исабелы, выделив её из архиепархии Замбоанги.

## Ординарии территориальной прелатуры
- епископ José María Querejeta Mendizábal (24.10.1963 — 28.01.1989);
- епископ Romulo Tolentino de la Cruz (28.01.1989 — 8.01.2001);
- епископ Martin S. Jumoad (21.11.2001 — 4.10.2016 — назначен архиепископом Осамиса);
  - Sede vacante (2016—2019);
- епископ Leo Magdugo Dalmao, C.M.F. (25.03.2019 — по настоящее время).

## Источник
- Annuario Pontificio, Ватикан, 2007;
- Булла Providens Dei  (лат.).